# Illa de Buda
Illa de Buda är en ö i Spanien.   Den ligger i provinsen Província de Tarragona och regionen Katalonien, i den östra delen av landet, 400 km öster om huvudstaden Madrid. Arean är 18,9 kvadratkilometer. Den sträcker sig 6,8 kilometer i nord-sydlig riktning, och 7,3 kilometer i öst-västlig riktning.